# کانی
کانی یا ماده معدنی ماده‌ای طبیعی، جامد و متبلور است که ترکیب شیمیایی نسبتاً ثابتی دارد و در ترکیب سنگ‌های پوسته زمین یافت می‌شود و دارای فرمول شیمیایی و ساختمان اتمی مشخص است و در صنایع مختلف مانند خمیردندان‌سازی، ساعت‌سازی و مولکول است، با این تفاوت که کانی نه می‌تواند همیشه از یک عنصر تشکیل شده باشد و نه تعریف مولکول را به‌طور کامل بتواند داشته باشد؛ بلکه کانی کوچک‌ترین جز از یک ماده معدنی است که به سبب ویژگی‌های منحصر به فردی (منظور ساختار اتمی و نوع ترکیب مولکولی یا شیمیایی) که دارد، باعث متفاوت بودن آن ماده معدنی از دیگر مواد معدنی خواهد شد. به‌طور مثال، اگر خاک رس را در نظر بگیریم، کانی‌های تشکیل‌دهنده آن (کائولینت، مونت موریلونیت، ایلیت) باعث شده است که رس دارای ویژگی منحصر به فردی باشد، که از آن به عنوان رس تلقی شود؛ یعنی اگر از دیگر کانی‌ها در اندازه رس استفاده کنیم (مانند خاک که به سبب تراش کاری و صیقل دادن سنگ در حد میکرون از دستگاه برش کاری ریخته می‌شود)، هرگز ویژگی کانی رس را آن کانی نخواهد داشت؛ زیرا کانی رس دارای آرایش اتمی و ترکیب شیمیایی منحصر به خود است که از آن در علم زمین‌شناسی به عنوان کانی یاد می‌شود.

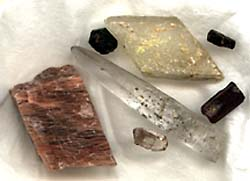
انواع کانی‌ها

برخی کانی‌ها از یک عنصر خالص و بسیاری از آن‌ها از دو یا چند عنصر درست شده‌اند. واژه کانی از واژه فارسی کان گرفته شده است که به آن سنگ معدن نیز گفته می‌شود؛ بنابراین، کانی به ماده‌ای گفته می‌شود که به‌طور طبیعی از معدن (کان) به دست می‌آید و معدن بخشی از پوسته زمین است که در آن به اندازه چشم‌گیری کانی یافت می‌شود. موادی مانند شیشه، چینی، آلیاژهای گوناگون که انسان آن‌ها را ساخته است و موادی مانند مروارید، صدف، استخوان، عاج و بسیاری دیگر که جانداران می‌سازند، کانی نیستند.
تنها استثناء از این تعریف گرافیت و زغال‌سنگ است که در حقیقت منبعی آلی دارند ولی در مسیر تکامل خود دستخوش تغییرات بسیار شده‌اند و در حقیقت به‌طور مستقیم ریشهٔ آلی ندارند. مسئلهٔ دیگر یخ است، که بیشتر زمین‌شناسان طبق تعریف، آن را کانی می‌دانند. نفت را نیز گروهی از زمین‌شناسان کانی می‌دانند.

## ویژگی کانی‌ها
- کانی‌ها همگن اند، یعنی ویژگی‌های فیزیکی و شیمیایی همهٔ ذره‌های سازندهٔ آن‌ها یکسان است. برای مثال، اگر یک قطعه هالیت یا نمک خوراکی را به تکه‌های بسیار کوچکی بشکنیم، همهٔ ذره‌های به‌دست آمده، مزهٔ شوری دارند؛ به‌سادگی در آب حل می‌شوند و دیگر ویژگی‌های نمک را نشان می‌دهند.[۸]
- کانی‌ها جامد و بلوری‌اند: یعنی، ذره‌های سازندهٔ آن‌ها براساس نظم و قانون معینی کنار هم قرار گرفته‌اند؛ به نحوی که، همه سطح‌های بیرونی یک کانی، صاف است. شکل بلوری و منظم کانی‌ها از آرایش اتم‌ها و مولکولهای درونی آن‌ها ناشی می‌شود.[۹][۱۰]
- هر کانی ترکیب شیمیایی ثابتی دارد. برای مثال، پیریت همیشه FeS۲ و کلسیت همواره CaCO۳ است. البته، در برخی کانی‌ها ممکن است نسبت برخی عنصرها تغییر کند. برای مثال، در کانی الیوین FeMgSiO۴ ممکن است درصد آهن و منیزیم از بلوری به بلوری دیگر، از ۰ تا ۱۰۰٪ تغییر کند.[۱۱]
- برخی کانی‌ها، مانند طلا، از یک عنصر درست شده‌اند. البته، طلا کم‌تر به صورت خالص یافت می‌شود. بلورهای مکعبی و زرد رنگ طلا، اگر با نقره همراه باشند، روشن‌تر و اگر با مس همراه باشند، قرمزتر به نظر می‌رسند. بسیار از کانی‌ها از دو یا چند عنصر متفاوت هستند که مادهٔ مرکبی را به‌وجود آورده‌اند. برای مثال، فراوان‌ترین کانی، یعنی کوارتز، ترکیبی از سیلیسیم و اکسیژن است.[۱۲]

## تشکیل کانی‌ها

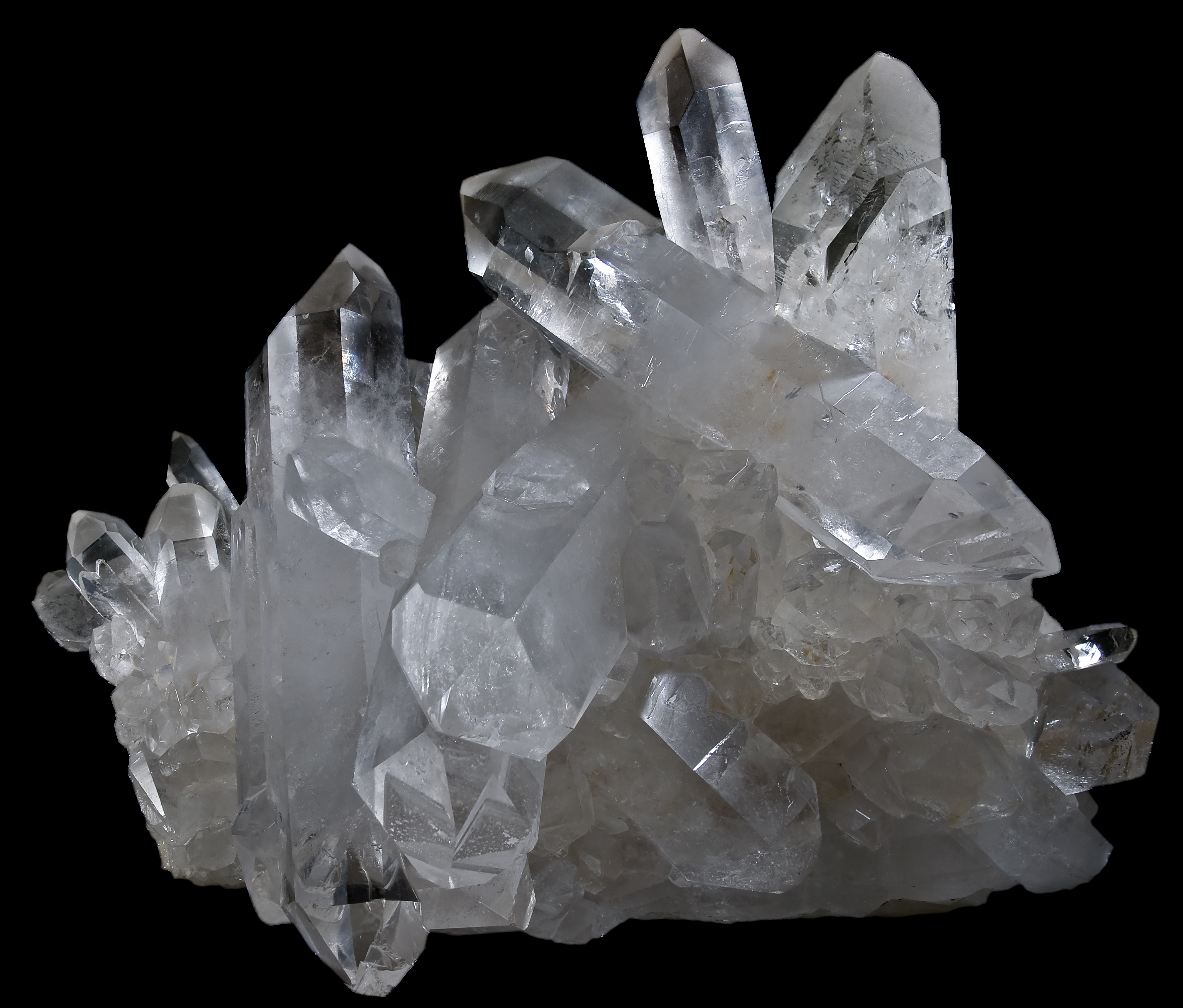
ماده معدنی

کانی‌ها از پیوندهای گوناگون بین اتم‌ها به وجود می‌آیند. تاکنون ۹۲ عنصر در طبیعت، شناسایی شده است. از بین این ۹۲ عنصر طبیعی، ۸ عنصر اکسیژن، سیلیسیم، آلومینیوم، آهن، کلسیم، سدیم، پتاسیم، و منیزیم، حدود ۹۸٫۵٪ درصد از کانی‌ها را می‌سازند. از ترکیب شدن این عنصرها با هم، کانی‌های گوناگون به‌وجود می‌آید. برای مثال، از ترکیب شدن اکسیژن با سیلیسیم، اکسید سیلیسیم SiO۲ یا کوارتز و از ترکیب شدن اکسیژن، سیلیسیم، منیزیم و آهن، الوین FeMgSiO۴ به‌دست می‌آید.
کانی‌ها علاوه بر این که از نظر ترکیب شیمیایی با هم تفاوت دارند، از نظر شکل ظاهری، رنگ، اندازه و دیگر ویژگی‌ها نیز تفاوت‌های زیادی با هم دارند. این تفاوت‌ها به چگونگی شکل‌گیری آن‌ها برمی‌گردد. برخی کانی‌ها از سرد شدن ماده مذاب به‌دست می‌آیند، همه کانی‌های سنگ‌های آذرین، مانند کوارتز، فلدسپات، میکا و الوین این گونه به وجود می‌آیند.
برخی دیگر از کانی‌ها از سرد شدن بخار در سطح سنگ‌ها یا شکاف‌های موجود در آن‌ها به وجود می‌آیند. سرد شدن گاز گوگرد در قله‌های آتش‌فشانی دماوند و تفتان، نمونه‌ای از این فرایند است. کانی‌های دیگری از بخار شدن محلول‌هایی به وجود می‌آیند که به اندازهٔ اشباع رسیده‌اند. برای مثال، از بخار شدن آرام دریاچه‌های مرکزی ایران، هالیت (نمک) و گچ به دست می‌آید.
برخی کانی‌ها از واکنش‌های شیمیایی یون‌ها در آب به وجود می‌آیند. برای مثال، در دریاهای گرم، یون کلسیم +۲ Ca با یون کربنات -۲(CO۳) ترکیب می‌شود و کانی کلسیت CaCO۳ ته‌نشین می‌شود. برخی کانی‌ها نیز پیامد تخریب شیمیایی کانی‌های دیگر هستند. برای مثال، از تجزیه شیمیایی فلدسپات‌ها، کانی‌های رستی (کانی‌های تشکیل‌دهنده خاک) به‌وجود می‌آیند. برخی از کانی‌ها نیز در درون زمین و تحت تأثیر گرما و فشار و واکنش با محلول‌های داغ، مانند گرافیت، بدست می‌آیند.
یکی دیگر از راه‌های تشکیل کانی منجمد شدن مواد مذاب است؛ مثل کوارتز و فلدسپات و تبخیر محلول‌های سیر شده (نمک دریا) و فراسیر شده (نمک معدن).
تشکیل کانی با کمک تجزیه کانی‌های دیگر مثل خاک رس که حاصل از خورد شدن فلدسپات است.
گروهی دیگر از کانی‌ها حاصل از تحمل فشار و گرمای شدید هستند؛ مثل زغال‌سنگ که می‌توان آن‌ها را در شاهرود یافت. برخی دیگر هم از سرد شدن خاکستر آتشفشان هستند؛ مثل گوگرد و توف. همچنین، سرد شدن گدازه آتشفشان باعث به تشکیل پوکه و سنگ پا می‌شود.

## شناسایی کانی‌ها
برای شناسایی کانی‌ها از خواص فیزیکی و خواص شیمیایی (واکنش با اسید) و خواص نوری آن‌ها کمک می‌گیرند.
روش‌های ساده برای شناسایی کانی‌ها (فیزیکی): شکل بلور، سختی، چگالی، رنگ مقاوت در برابر گرما، خاصیت مغناطیسی، چکش خواری، جذب آب، جلا، رنگ خاکه
زمین‌شناسان برای شناسایی کانی‌ها از روش‌های گوناگونی، مانند: رنگ شعله، طیف نوری، میکروسکوپ‌های پلاریزان، میکروسکوپ الکترونی و پرتو ایکس، بهره می‌گیرند.
- رنگ شعله: در این روش تکه‌ای از کانی یا پودر آن را روی شعله نگه می‌دارند و با دستگاهی به آن می‌دمند. با تغییر رنگی که در شعله پدید می‌آید می‌توان برخی از کانی‌ها را شناسایی کرد. سدیم رنگ زرد، پتاسیم رنگ نارنجی، منیزیم رنگ قرمز، کلسیم رنگ نارنجی، باریم رنگ سبز مایل به زرد و مس رنگ سبز درخشان، به‌وجود می‌آورد.
- طیف نور: در این روش مقدار اندکی از یک کانی را در دستگاهی، که با جرقه الکتریکی و در فشار زیاد کار می‌کند، قرار می‌دهند تا کانی بخار شود. در این حالت، اتم‌های عنصرهای سازندهٔ کانی، طول موج ویژه‌ای تولید می‌کنند که پس از عکس برداری می‌توان با کمک آن‌ها به عنصرهای سازنده کانی پی‌برد.
- میکروسکوپ پلاریزان: در این روش، ضخامت یک قطعه سنگ را که دارای کانی‌های گوناگون است، به اندازه‌ای کم می‌کنند تا شفاف شود و نور از آن بگذرد. سپس آن را زیر میکروسکوپ پلاریزان بررسی می‌کنند. اکنون از روی شکل ظاهری، نوع شکستگی، ضریب شکست نور، رنگ و دیگر ویژگی‌ها، کانی را شناسایی می‌کنند.
- میکروسکوپ الکترونی: لایه نازکی از کانی را با این میکروسکوپ مطالعه می‌کنند. باریکه الکترونی به کانی برخورد می‌کند و بخشی از آن به کانی جذب می‌شود که سایه‌ای از کانی روی صفحهٔ ویژه‌ای به‌وجود می‌آورد. بررسی این سایه از نظر شکل ظاهری، شکستگی‌ها و ساختمان درونی کانی، به شناسایی کانی می‌انجامد.
- پرتو ایکس: این روش برای شناسایی کانی‌ها، به ویژه کانی‌هایی که ترکیب شیمیایی مشابهی دارند، بسیار کارآمد است. پرتوهای ایکس را به بلور کانی می‌تابانند. بخشی از این پرتوها از کانی می‌گذرد و بخشی پس از برخورد با ذره‌هایی که در گوشه‌های شبکه بلور کانی قرار دارند، بازتاب می‌یابد. با بررسی عکس به دست‌آمده از اثر این پرتوها بر فیلم عکاسی، می‌توان کانی مورد نظر را شناسایی کرد.

### شناسایی کانی‌های آشنا

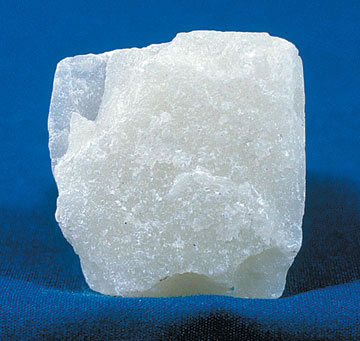
تالک

به کمک ویژگی‌های فیزیکی و شیمیایی کانی‌ها، می‌توان به روش‌های ساده‌تری برخی از کانی‌های بسیار شناخته شده را شناسایی کرد.
- شکل بلور: اندازه بلورها ممکن است بسیار بزرگ یا بسیار کوچک باشد. در حالی که وزن کانی بریل ممکن است تا ۲۰۰ تن هم برسد، برخی کانی‌ها تنها با پرتوهای ایکس دیده می‌شوند. شکل کانی‌ها نیز بسیار گوناگون است. با وجود این، زاویه‌های بین سطح‌های مشابه در همه بلورهای یک کانی همواره یکسان است. برای مثال، بلور نمک، چه بزرگ و چه کوچک، همواره مکعبی شکل است و بین سطح‌های خود، زاویهٔ ۹۰ درجه دارد.[۱۳][۴]
- سختی: دانشمند اتریشی به نام فریدریش موس (۱۸۳۹–۱۷۷۳) مقیاسی برای درجه سختی کانی‌ها وضع کرد. مقیاس او از درجه یک برای تالک به عنوان نرم‌ترین کانی تا درجه ۱۰ برای الماس به عنوان سخت‌ترین کانی است. بر اساس این مقیاس، سختی ناخن انسان، ۵٫۲، سکه مسی ۵٫۳ و چاقوی فولادی قلم‌تراش، ۵٫۵ است. اگر در اثر کشیدن این اجسام بر سطح کانی، در آن خراش ایجاد شود، یعنی سختی آن‌ها از کانی بیشتر است و برعکس.
- رَخ یا کلیواژ: رخ به شکستگی کانی‌ها در راستای سطح صاف، پس از وارد شدن ضربه‌ای شدید، مانند ضربه چکش، گفته می‌شود. میکا در یک جهت می‌شکند و ورقه‌ورقه می‌شود؛ کوارتز خورد می‌شود؛ نمک خوراکی رخ سه‌جهتی قائم و کلسیت رخ سه‌جهتی غیر قائم دارد.[۱۴]
- رنگ: برخی کانی‌ها همیشه به یک رنگ دیده می‌شوند. برای مثال، طلا همواره زرد، گرافیت همیشه سیاه و مالاکیت (Malachite) به رنگ سبز فیروزه‌ای است. رنگ را باید در سطحی که به تازگی شکسته شده است، مشاهده کرد؛ زیرا هوازدگی رنگ سطح رویی را تغییر می‌دهد.[۱۵][۱۳]

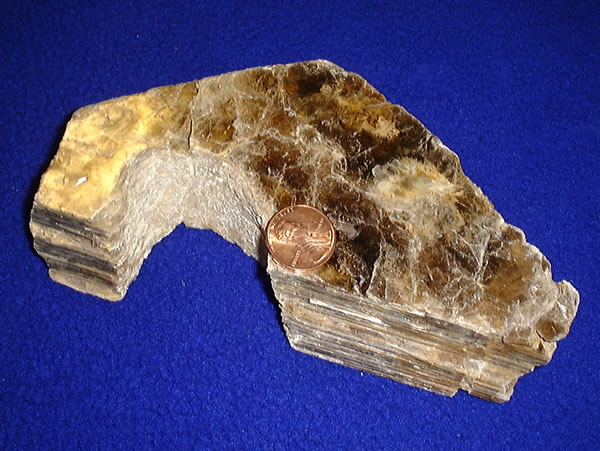
ورقه‌های میکا

- اثر برچینی بدون لعاب: در این روش کانی را برچینی بدون لعاب مانند پشت نعلبکی بخشی که لعاب ندارد، می‌کشند تا لایه نازکی از آن بر سطح چینی بماند. کانی‌های نافلزی اثری بی‌رنگ یا به رنگ روشن دارند و کانی‌های فلزی رنگ‌های تیره‌تری پدیدمی‌آورند. برای مثال، کانی زرد رنگ پیریت، رنگ سیاه برجای می‌گذارد و اثر هماتیت، که بیش‌تر به رنگ خاکستری و ساه است، قرمز-قهوه‌ای دیده می‌شود.[۱۶]
- جلا: جلا یا درخشندگی سطح کانی نیز در شناسایی آن سودمند است. کانی‌های فلزی نور را به خوبی باز می‌تابانند و به اصطلاح جلای فلزی دارند. هالیت و کوارتز، جلای شیشه‌ای و اوپال و اسفالریت، جلای صمغی دارند. انواع دیگر جلا عبارتند از: چرب، فلزی، ابریشمی، الماسی و…[۱۰]
- چگالی (جرم حجمی): برای بدست آوردن چگالی کانی‌ها، جرم آن‌ها را با ترازو و حجم را با استوانه درجه‌بندی شده دارای آب، اندازه می‌گیرند تا با تقسیم کردن جرم بر حجم، چگالی کانی به‌دست آید. چگالی بیش‌تر کانی‌های سیلیکاتی، که بخشی زیادی از پوسته زمین را می‌سازند، حدود ۵٫۲ تا ۵٫۳ گرم بر سانتی‌متر مکعب است. کانی‌هایی که در ساختمان خود عنصرهای سنگینی مانند سرب و باریم دارند، دارای چگالی بالایی هستند. برای مثال، چگالی گالن (PbS)، حدود ۵٫۷ گرم بر سانتی‌متر مکعب است.[۱۷]

## نام‌گذاری کانی‌ها
بیش‌تر کانی‌ها، نام‌های کهن گرفته شده از واژگان یونانی و رومی را دارند. برخی کانی‌ها نیز به نام کاشفشان یا برای قدردانی از کوشش‌های دانشمندان بزرگ نام‌گذاری شده‌اند. معمولاً در نامگذاری کانی‌ها پسوند (یت) را به آخر نام کانی اضافه می‌کنند، مانند ایرانیت. به‌طور کلی، نام کانی‌ها به روش‌های زیر برگزیده شده است:
1. نام برخی کانی‌ها بسیار کهن است و هنوز دلیل نامیده شدن به چنین نام‌هایی را به درستی نمی‌دانیم؛ مانند کوارتز.
2. گرفته شده از نام کاشفشان کانی‌ها: مانند کانی کوولیت که از نام کوولی، کانی‌شناس ایتالیایی گرفته شده است.
3. نام جایی که نخستین بار کانی در آن‌جا پیدا شده است: مانند آرگونیت از آرگون در اسپانیا یا ایرانیت.
4. برخی کانی‌ها نام‌های افسانه‌ای دارند: مانند مارتیت از مارس (خدای جنگ) گرفته شده است.
5. ترکیب شیمیایی: مانند کانی سیدریت که از سیدروس به معنای آهن گرفته شده است.
6. ویژگی‌های فیزیکی: مانند کانی باریت که از باروس به معنای سنگین گرفته شده است.
7. نوع کاربرد کانی: مانند کانی نفریت که از نفرون به معنی کلیه‌ها گرفته شده است زیرا این کانی برای درمان آسیب‌های کلیه سودمند است.
8. رنگ: مانند کانی الوین به معنای کانی سبز زیتونی.
9. برخی کانی‌ها نام‌های محلی دارند که اکنون جنبه جهانی پیدا کرده است: مانند کرندوم و سافیر که نام هندی این کانی‌ها است.

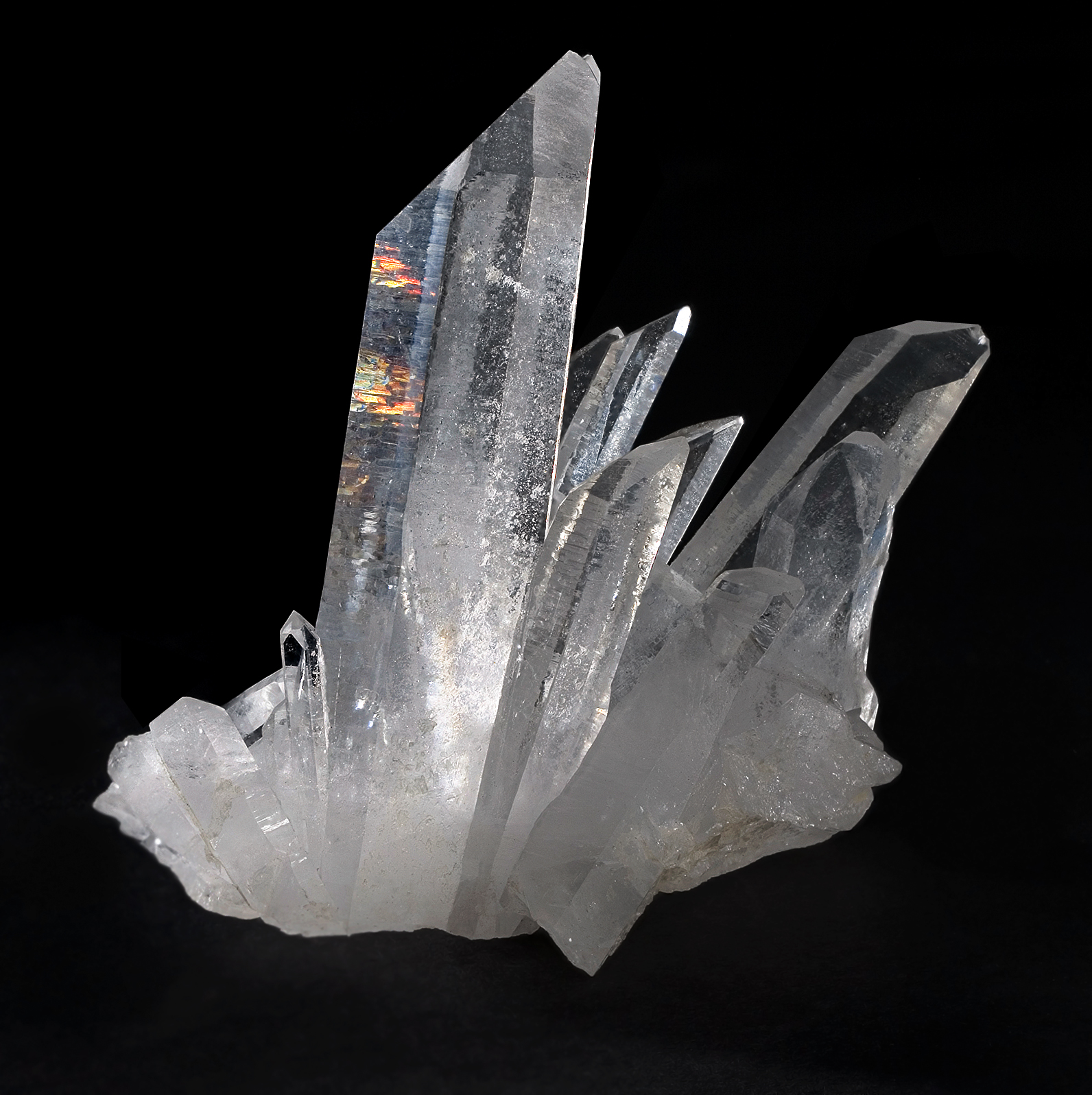
کوارتز

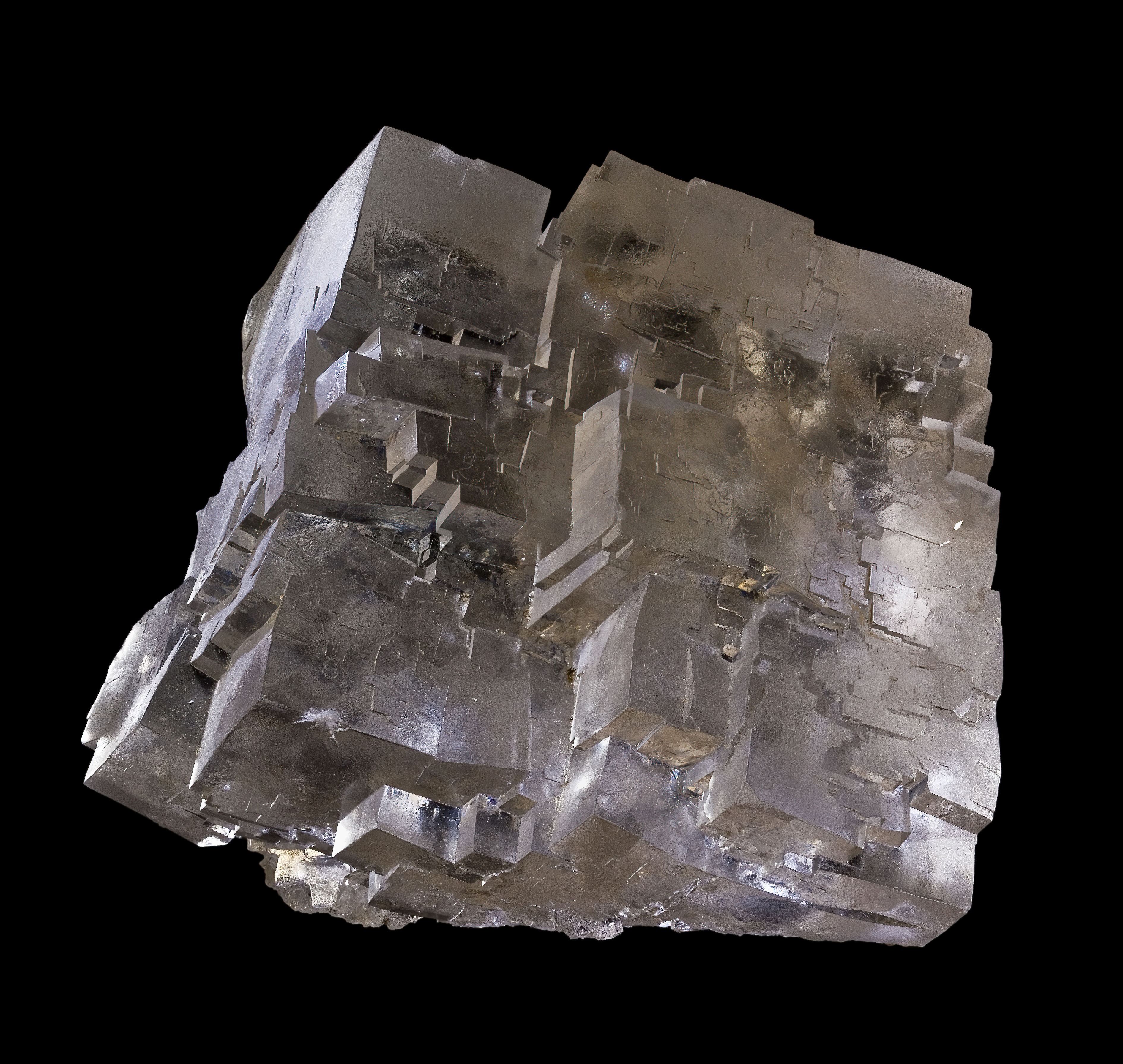
هالیت

## طبقه‌بندی
طبقه‌بندی کانی‌ها ممکن است برپایه چگونگی شکل‌گیری آن‌ها انجام شود. بر این اساس، آن‌ها را به کانی‌های آذرین، رسوبی و دگرگونی طبقه‌بندی می‌کنند. روش دیگر برای طبقه‌بندی کانی‌ها، توجه به ترکیب شیمیایی آن‌ها است که در این‌جا مورد توجه است.

### سلیکات‌ها
کانی‌های سیلیکاتی از کانی‌های مهم در سیاره زمین‌اند. حدود ۹۰ درصد پوسته زمین از این کانی‌ها تشکیل شده است. طبق مطالعات انجام گرفته ۲۵ درصد کانی‌های شناخته شده و حدود ۴۰ درصد کانی‌های رایج در سراسر زمین سیلیکاتی‌اند. این کانی‌ها بخش اصلی تشکیل دهنده سنگ‌های آذرین می‌باشند. در پوسته زمین ۸ عنصر فراوان داریم. O با ۴۷٬۷ درصد و si با ۲۶٬۶ درصد بیشترین فراوانی را دارند.
کوچک‌ترین واحد سازنده سیلیکات‌ها به شکل یک هرم چهار وجهی است با سطوح مثلث متساوی الاضلاع. بنیان سیلیکات‌ها بار الکتریکی منفی دارند که به وسیلهٔ یون‌های مثبت مانند آلومینیوم، آهن و منیزیم قرار گرفته‌اند. رنگ کانی‌های سیلیکاتی به ترکیب شیمیایی آن‌ها بستگی دارد. اگر در ترکیب این کانی‌ها آهن و منیزیم وجود داشته باشد، رنگشان تیره می‌شود و به اصطلاح به آن‌ها سیلیکات‌های تیره گفته می‌شود؛ ولی اگر در ترکیب شیمیایی کانی‌های سیلیکاتی، این دو عنصر یافت نشود و در عوض عناصر آلومینیوم و پتاسیم در آن‌ها جای داشته باشند، رنگ کانی‌ها روشن می‌شود و در اصطلاح به آن‌ها سیلیکات‌های روشن می‌گویند.
کانی‌های گوناگون به دلایل مختلف دارای فضای خالی در ساختار بلوری خود هستند، توسط یون‌ها با بار الکتریکی و شعاع یونی مناسب پر می‌شوند. برخی دیگر از کانی‌ها فضای خالی بزرگتری دارند که مولکول‌های آب نیز در این فضاها جای می‌گیرند. از جمله این کانی‌ها می‌توان به خانواده گروه میکا (شامل مسکوویت و بیوتیت) اشاره کرد.
تفاوت کانی‌های سیلیکاتی با غیر سیلیکاتی‌ها به دلیل داشتن و نداشتن عنصر سیلیسیوم است. (در واقع این کانی‌ها در خود دارای بنیان سیلیکاتی -SiO4 4 می‌باشند)
- سیلیکات‌های تیره (دارای آهن و منیزیم):

مانند الیوین، پیروکسین، آمفیبول، میکای سیاه، تورمالین، تالک، سرپانتین و آزبست.
- سیلیکات‌های روشن (بدون آهن و منیزیم):

مانند کوارتز، فلدسپات، میکای سفید و کائولینیت.

### سولفات‌ها
از ترکیب شدن اکسیژن، گوگرد و یک یا چند فلز به دست می‌آیند. حدود ۱۵۰ کانی از این گونه وجود دارد مانند:
انیدریت، ژیپس، باریت و آلونیت.

### کربنات‌ها
از حل شدن دی‌اکسید کربن در آب باران، اسیدکربنیک به‌دست می‌آید و این اسید یون بی‌کربنات را به‌وجود می‌آورد. از ترکیب شدن این یون با یون‌های مثبت فلزی، حدود ۷۰ گونه کانی کربناتی به‌وجود آمده است. کلسیت، دولومیت، منیزیت، سیدریت، اسمیت سونیت، سروزیت و مالاکیت از آن جمله‌اند.

### فسفات‌ها
از ترکیب شدن فسفر، اکسیژن و یک یا چند فلز به‌دست می‌آیند. آپاتیت و فیروزه نمونه‌هایی از این دسته‌اند.

### هالیدها
ترکیب‌های گوناگونی از هالوژنها، مانند کلر، فلئور، برم و ید با یک فلز هستند. مانند:
هالیت، سیلویت و فلئوریت از این دسته‌اند.

### سولفیدها
ترکیبی از گوگرد با یک فلز هستند. بیش از ۲۰۰ نوع سولفید در طبیعت پیدا شده که گالن، پیریت، اسفالریت و کالکوسیت از آن جمله‌اند.

### اکسیدها
این کانی‌ها از ترکیب شدن اکسیژن با یک فلز به دست می‌آیند. مانند:
هماتیت، مانیتیت، لیمونیت و کورندوم از این دسته‌اند.

### عنصرها
از بین همه عنصرهایی که در زمین پیدا می‌شود، فقط حدود ۲۰ عنصر به صورت خالص می‌تواند سازندهٔ کانی باشند. طلا، نقره، مس، کربن و گوگرد از این دسته‌اند.

## کاربرد کانی‌ها
کانی‌ها در آغاز به همان صورت که از پوستهٔ زمین به‌دست می‌آمدند، به کار می‌رفتند. برخی از این کانی‌ها که بلورهای ظریف و پایدار در برابر فرسایش داشتند، پس از صیقل‌کاری و تراش خوردن، به عنوان آرایش به کار می‌رفتند. به این کانی‌ها، سنگ‌های قیمتی یا جواهر می‌گوییم. الماس، فیروزه، یاقوت کبود، زمرد، زبرجد، لعل، چشم گربه، عقیق، و دُرّ کوهی از مهم‌ترین کانی‌های گران‌بها هستند.
امروزه بیش از ۴۰ نوع کانی و صدها ترکیبی که از آن‌ها به‌دست می‌آید، در صنعت کاربرد دارند. در ادامه به برخی از این کاربردها اشاره می‌شود:
- الیوین: جواهر و مواد دیرگداز.
- پیروکسن: جواهر، به‌دست آوردن فلزهای کمیاب.
- آمفیبول: جواهر، پارچه مقاوم در برابر آتش و مواد دیرگداز.
- میکا: عایق الکتریکی در رادیو، تلویزیون و دیگر دستگاه‌های الکتریکی، شیشه دریچه کوره‌های ذوب فلز، کاغذ دیواری، لاستیک‌سازی، کاغذ معمولی، رنگ روغن نسوز، طلق سماور و چراغ آشپزخانه.
- تورمالین: الکترونیک، به‌دست‌آوردن بُر، جواهر.
- تالک: کاغذسازی، نساجی، لاستیک سازی، صابون خیاطی، صفحه کلید برق، سرامیک‌سازی، حشره‌کش، عایق پشت بام، پودر بچه و مواد آرایشی.
- سرپانتین: سنگ روکار ساختمان، مواد دیرگداز، به‌دست آوردن منیزیم.
- آزبست: پارچهٔ نسوز، توری چراغ، عایق حرارتی، لنت ترمز، لوله و ورقه‌های سیمانی. کاربرد آن به دلیل نقش آن در بروز بیماری در شُش‌ها، ممنوع شده است و به کانی نامهربان معروف است.
- کوارتز: ساعت‌سازی، ابزارهای نوری و اخترشناسی، کاغذ، شیشه، سمباده و جواهر.
- ارتوزها: لعاب چینی و کاشی.
- پلاژیوکلاز: جواهر و نمای ساختمان.
- کائولینیت: ظرف چینی، کاغذ، رنگ و پلاستیک.
- ژیپس: ساختمان‌سازی، مجسمه‌سازی، کاغذ، کُندکننده در سیمان پورتلند، افزایش باروری خاک، بتونه نقاشی و برای رشد مخمرها در صنعت غذا.
- باریت: دارو، عکس‌برداری از لوله گوارش، رنگ، پلاستیک، مواد عایق، کاغذ و گِل حفاری.
- کلسیت: سنگ نمای ساختمان، مجسمه‌سازی، سیمان، تصفیه آب، شیشه‌سازی، چرم‌سازی، ابزارهای نوری برای ایجاد نور پلاریزه، کاغذسازی، کشاورزی و ذوب فلزها.
- دولومیت: ساختن آجر برای آستر کوره‌های حرارتی و سیمان پورتلند.
- منیزیت: آجر نسوز، به دست آوردن منیزیم
- زرنیخ: پزشکی، رنگ سازی، حشره‌کش و تهیه ارسنیک.
- آپاتیت: کودهای شیمیایی و اسیدفسفریک.
- مالاکیت: مواد آرایشی، نمای درونی ساختمان و تهیه مس.
- هالیت: سدیم و کلر، شوینده‌ها، پارچه‌بافی، چوب بری، رنگرزی، چرم سازی، کودسازی، نگهداری مواد غذایی و خنک‌کنندهٔ موتور یخچال، مصارف خوراکی نمک
- سیلویت: به دست آوردن پتاسیم و کلر و کود شیمیایی.
- فلوئوریت: ذوب فلزها و ابزارها نوری، خمیر دندان
- گوگرد: اسیدسولفوریک، لاستیک سازی، نساجی، دباغی، رنگ سازی، کاغذسازی، مواد منفجره، کبریت سازی، سم دفع آفت، کود و حشره‌کش.
- طلا: جواهر، سکه، دندان، ترانزیستورها و دیودها، هواپیماسازی، صنعت فضا و کاتالیزور فرایندهای شیمیایی، آب کاری طلا، مجسمه‌سازی، لوازم الکترونیکی، ساخت آلیاژهای مخصوص
- نقره: جواهر، سکه، کاغذسازی و کاتالیزور فرایندهای شیمیایی.
- مس: صنعت الکتریکی و الکترونیک، لوله سازی، سکه، ظرف، آلیاژ، رنگ آب و سبز، آبکاری، مواد آرایشی، فرایندهای شیمیایی و محلول شوایتزر (حلال سلولز پنبه).
- الماس: جواهر، ابزار برنده و سایند و سرمتهٔ حفاری.
- گرافیت: ساختن بوته کوره‌های فولادسازی، رنگ سازی، صنعت برق، نیروگاه‌های هسته‌ای، واکس و مدادسازی.

مسکوویت استفاده در صنعت، استفاده در شیشه سازی
از بسیاری از کانی‌ها نیز فلزهای مهمی به دست می‌آید یا در فرایند تولید فلز به کار می‌روند: سیدریت، مانیتیت، هماتیت و لیمونیت (آهن)، اسمیت زونیت و اسفالریت (روی)، سروزیت و گالن (سرب)، کالکوسیت، کالکوپیریت و کوپریت (مس).

## کانی‌های ایرانی
به کانی‌هایی که محل پیدایش آن ایران بوده است یا به افتخار نام برخی از بزرگان ایرانی نام‌گذاری شده‌اند، با نام کانی ملی شناخته می‌شوند. مانند ایرانیت (اولین بار در ایران کشف شد)، خادمیت (نصرالله خادم)، بیرونیت (ابوریحان بیرونی) و آویسنیت (ابوعلی سینا) و دیگرها.

### کتابشناسی
- حسینی، احمد. کانی‌ها. انتشارات مدرسه. برهان، ۱۳۸۲.
- محمدی، مهین. بلورشناسی هندسی. دانشگاه پیام نور، ۱۳۷۱.
- مدنی، حسن. کانی‌ها را بشناسیم. کانون پرورش فکری کودکان و نوجوانان، ۱۳۶۶.
- سورل، چارلز. کانی‌های جهان. محمود بهزاد. سازمان محیط زیست، ۱۳۶۰.
- زاوش، محمد. کانی‌شناسی در ایران قدیم. ۱۳۵۵.
- لوتگن، فردریک و تاربوک، ادوارد. رسول اخروی. مبانی زمین‌شناسی. انتشارات مدرسه، ۱۳۸۳.
- کلاین، کرنلیس و هارلبوت، کرنلیوس. راهنمای کانی‌شناسی، جلد دوم. مرکز نشر دانشگاهی، ۱۳۸۳.

- Pipkin, Bernard. Geology and the Environmet, 5th edition, 2008.
- Tarbuck, Edward & Lutgens, Frederick. Earth: An introduction to physical Geology, 6th edition, 1999.